# Професійна шахова асоціація
Професійна шахова асоціація (ПША, англ. Professional Chess Association, PCA) — організація, створена в 1993 році з ініціативи Гаррі Каспарова і Найджела Шорта, які вирішили провести матч на першість світу без участі ФІДЕ.

## Історія
Матч на першість світу між Каспаровим і переможцем відбіркового циклу ФІДЕ Шортом був намічений на другу половину 1993 року. 26 лютого 1993 під час  турніру в Лінаресі обидва шахісти опублікували спільну заяву про проведення матчу на першість світу без участі ФІДЕ. Формальним приводом стало те, що президент ФІДЕ Флоренсіо Кампоманес ухвалив рішення про місце проведення матчу без урахування думки гравців. У березні ФІДЕ позбавила Каспарова його титулу, який тепер мав бути розіграний у матчі між Анатолієм Карповим і Яном Тімманом, якого раніше переміг Шорт у матчах претендентів. Обидва матчі на першість світу пройшли восени 1993 року.
Протягом 1995 року під егідою ПША відбулося три великі турніри, об'єднані в серію «Супер-класик». Меморіал Таля в Ризі й турнір у Новгороді виграв Каспаров, а на турнірі в Горґені (Цюрих) два перших місця розділили Володимир Крамник і Василь Іванчук.
Багато шахістів брали участь у турнірах у рамках обох організацій, і в рамках обох організацій проводилися свої матчі на звання чемпіона світу. У 1996 році основний спонсор ПША Intel відмовився від подальшого фінансування, і ПША незабаром припинила своє існування, проте титули чемпіонів світу були об'єднані лише в 2006 році, коли Володимир Крамник виграв матч за звання чемпіона світу проти Веселина Топалова.